# Alianța PP-DB
Continuăm Schimbarea-Bulgaria Democratică (PP-DB, în bulgară ПП–ДБ) este o alianță electorală formată între Continuăm Schimbarea și Bulgaria Democratică pentru a concura la alegerile parlamentare din 2023.

## Context

### Criza politică din Bulgaria
Ca urmare a numeroaselor scandaluri de corupție legate de guvernarea partidului GERB, numeroase partide anticorupție și-au făcut apariția și au intrat în parlament la alegerile din aprilie 2021. Unul dintre aceste partide a fost grupul liberal-conservator Bulgaria Democratică. Din cauza blocajului politic care a rezultat, nu s-a putut forma niciun guvern, iar țara ar urma să se confrunte cu alte două alegeri în 2021, odată în iulie și încă odată în noiembrie. Înainte de alegerile din noiembrie, doi miniștri populari din primul guvern interimar al lui Stefan Ianev, Kiril Petkov și Asen Vasilev, au format o nouă forță politică centristă, Continuăm Schimbarea (PP). PP a câștigat alegerile din noiembrie și a negociat un guvern cu DB, alături de Partidul Socialist (BSP) și un alt partid anticorupție Există un Astfel de Popor (ITN).
Guvernul a căzut după mai puțin de 7 luni la putere, după ce ITN s-a retras din cauza dezacordurilor cu privire la buget și aderarea Macedoniei la Uniunea Europeană. Guvernul a fost eliminat printr-o moțiune de cenzură. Președintele Rumen Radev a convocat alegeri în octombrie 2022, în care PP a revenit pe locul doi în urma GERB. Niciun guvern nu a putut fi format ca urmare a alegerilor și, astfel, urmează să aibă loc alte alegeri în aprilie 2023.

### Formare
Formarea alianței a fost anunțată pe 10 februarie 2023. Scopul declarat al alianței este de a obține cele mai multe voturi la alegerile din aprilie 2023, oferindu-le prima șansă de a forma un guvern. O declarație comună intitulată „Continuăm împreună” a fost semnată la 13 februarie 2023 de reprezentanții PP, DaB!, DSB și Mișcarea Verde, anunțând oficial formarea alianței.

#### Problemele cu listele regionale
Au existat neînțelegeri între membrii alianței asupra ordinelor și membrii listelor regionale.
Înainte de anunțul final și depunerea listelor regionale, unele personalități din PP fie au părăsit partidul, fie au amenințat că-l părăsesc. În special, un proeminent parlamentar al PP din Plevna, Ivan Hristanov, a declarat că va părăsi PP și că nu va participa la alegerile viitoare. Au existat speculații că a plecat din cauza conflictelor cu liderul de listă din Sectorul Electoral Plevna. Petkov a negat că acesta este cazul.
Parlamentarul PP din Oblastul Sofia, Alexander Dunchev, a anunțat că nu va participa la alegeri și că va părăsi PP, din cauza plasării unui membru DB dacă un membru DB era lider al listei, numind acea decizie o „trădare”.
Președintele Grupului parlamentar al PP, Andrei Gyurev a negat existența unor negocieri pe „sub masă” în legătură cu liderii de listă și că acestea ar fi în desfășurare, și că toți liderii de listă vor fi aleși pe baza meritului. Gyurev a confirmat că Consiliul Executiv al PP se va întruni pe 22 februarie pentru a finaliza lista cu DB.
Pe 27 februarie, cu o zi înainte ca listele să fie anunțate, au izbucnit dezacorduri în provincia Blagoevgrad. Acest lucru l-a determinat pe deputatul și avocatul DB, Ivan Dimitrov, care fusese ales pe locul trei pe lista locală, să anunțe că se va retrage din politică, invocând problemele cu lista comună drept unul dintre motivele sale.

## Campanie electorală

### Alegerile din 2023
Alianța PP-DB și-a început campania pe 19 februarie la un eveniment în aer liber în fața Teatrului Național din Sofia. La eveniment au fost prezenți co-liderii PP, Petkov și Vasilev, Panev, liderul Verzilor, liderul DSB Atanas Atanasov, fostul deputat independent BSP Iavor Bozhankov, precum și lideri ai organizațiilor publice care au decis să susțină lista. La această întâlnire, s-a confirmat că Iavor Bozhankov va conduce lista în Gabrovo, în plus Alianța PP-DB a declarat că reprezintă „forțele bune” în politica bulgară, spre deosebire de GERB, care a reprezentat o întoarcere la trecut.
Pe 3 martie, de Ziua Eliberării Bulgariei, PP–DB și-a dezvăluit sloganul „Există o cale” (bulgară Има Как) la un eveniment. Alianța a cerut bulgarilor să se unească pentru a lupta pentru schimbare, propunând cinci pași care ar asigura „o viață europeană bună pentru toți bulgarii”. Cei cinci pași sunt după cum urmează:
- Aderarea la zona euro în 2023
- Aderarea la Spațiul Schengen în 2023
- Investiții de milioane în dezvoltarea regională, incluzând în special dezvoltarea fermelor
- Diversificarea aprovizionării cu energie a Bulgariei
- Garantarea unui sistem de sănătate și educație de calitate pentru toți bulgarii

#### Listele regionale și liderii
Următorul tabel prezintă toți candidații care sunt plasați pe primul loc în lista regională pentru PP–DB pentru alegerile din aprilie 2023.
| Nr. listei | Localitate       | Partid | Partid      | Candidat                 |
| ---------- | ---------------- | ------ | ----------- | ------------------------ |
| 1          | Blagoevgrad      |        | PP          | Andrey Gyurov            |
| 2          | Burgas           |        | SEC         | Konstantin Bachiyski     |
| 3          | Varna            |        | PP          | Daniel Lorer             |
| 4          | Veliko Tărnovo   |        | DSB         | Lyudmila Ilieva          |
| 5          | Vidin            |        | DSB         | Lyuben Ivanov            |
| 6          | Vrața            |        | PP          | Denitsa Simeonova        |
| 7          | Gabrovo          |        | Ex-BSP (PP) | Yavor Bozhankov          |
| 8          | Dobrici          |        | DaB!        | Ivaylo Mirchev           |
| 9          | Kărdjali         |        | DSB         | Atanas Atanasov          |
| 10         | Kiustendil       |        | PP          | Georgi Stamov            |
| 11         | Loveci           |        | PP          | Iskren Arabadzhiev       |
| 12         | Montana          |        | PP          | Vanina Vecina            |
| 13         | Pazardjik        |        | PP          | Ivaylo Shotev            |
| 14         | Pernik           |        | PP          | Boyko Rashkov            |
| 15         | Plevna           |        | Ex-ITN (PP) | Radostin Vasilev         |
| 16         | Plovdiv          |        | PP          | Nikola Minchev           |
| 17         | Regiunea Plovdiv |        | PP          | Rosen Kosturkov          |
| 18         | Razgrad          |        | DaB!        | Antioneta Tsoneva        |
| 19         | Ruse             |        | DB          | Martin Dimitrov          |
| 20         | Silistra         |        | PP          | Stoyan Georgiev          |
| 21         | Sliven           |        | PP          | Tatyana Sultanova-Siveva |
| 22         | Smolean          |        | PP          | Michal Kambarev          |
| 23         | Sofia            |        | PP          | Kiril Petkov             |
| 24         | Sofia            |        | DaB!        | Hristo Ivanov            |
| 25         | Sofia            |        | PP          | Hristo Petrov            |
| 26         | Regiunea Sofia   |        | DaB!        | Alexander Simidchiev     |
| 27         | Stara Zagora     |        | PP          | Radoslav Rybarski        |
| 28         | Tărgoviște       |        | ZD          | Ilina Mutafchieva        |
| 29         | Haskovo          |        | PP          | Asen Vasilev             |
| 30         | Șumen            |        | PP          | Nikolay Denkov           |
| 31         | Iambol           |        | PP          | Miroslav Ivanov          |

## Ideologie și platformă
În declarația lor comună, coaliția și-a prezentat principalele propuneri de politică în 13 puncte, inclusiv:
- Drepturi egale pentru toți cetățenii Bulgariei
- Reforma justiției și egalitate în fața legii
- Îmbunătățirea condițiilor de dezvoltare a afacerilor private
- Scăderea emisiilor de CO2 și implementarea protecției mediului
- Obținerea independenței energetice
- Continuarea integrării în Uniunea Europeană și NATO și aderarea la spațiul Schengen și la zona euro

## Compoziție

### Membri
| Partid | Partid                                       | Lider                           | Ideologie                             | Poziție                     | Adunarea Națională | Europarlament |
| ------ | -------------------------------------------- | ------------------------------- | ------------------------------------- | --------------------------- | ------------------ | ------------- |
|        | Continuăm Schimbarea (PP)                    | Kiril Petkov Asen Vasilev       | Liberalism Anticorupție               | Centre                      | 47 / 240           | 0 / 17        |
|        | Democrații pentru o Bulgarie Puternică (DSB) | Atanas Atanasov                 | Conservatorism Liberalism economic    | Centru-dreapta spre dreapta | 20 / 240           | 1 / 17        |
|        | Da, Bulgaria! (DaB!)                         | Hristo Ivanov                   | Liberalism Anticorupție               | Centru spre centru-dreapta  | 20 / 240           | 0 / 17        |
|        | Mișcarea Verde (ZD)                          | Borislav Sandov Vladislav Panev | Politică verde Liberalism social      | Centru                      | 20 / 240           | 0 / 17        |
|        | Clasa de Mijloc Europeană (SEC)              | Georgi Manev                    | Liberalism economic Regionalism       | Centru-dreapta              | 4 / 240            | 0 / 17        |
|        | Volt Bulgaria (Volt)                         | Nastimir Ananiev                | Federalism european Liberalism social | Centru spre centru-stânga   | 2 / 240            | 0 / 17        |
|        | Mișcarea Bulgaria pentru Cetățeni (DBG)      | Dimitar Delchev                 | Liberalism Pro-europenism             | Centru spre centru-dreapta  | 0 / 240            | 0 / 17        |
|        | Partidul Popular Unit (ENP)                  | Valentina Vasileva-Filadelfevs  | Liberalism Pro-europenism             | Centru-dreapta              | 0 / 240            | 0 / 17        |
|        | Demnitatea Poporului Unit (DEN)              | Naiden Zelenogorski             | Conservatorism liberal Liberalism     | Centru-dreapta              | 0 / 240            | 0 / 17        |
|        | Spasi Sofia (SS)                             | Boris Bonev                     | Regionalism Liberalism                | Centru                      | 0 / 240            | 0 / 17        |
|        | Venim (NI)                                   | Nikolay Hadjigenov              | Anti-establishment Anticorupție       | Centru                      | 0 / 240            | 0 / 17        |

## Rezultate electorale

### Alegeri parlamentare
| Alegeri        | Voturi  | %          | Locuri   | +/−  | Guvernare             |
| -------------- | ------- | ---------- | -------- | ---- | --------------------- |
| 2023           | 621,069 | 23.54 (#2) | 64 / 240 | New  | Coaliție de guvernare |
| Iunie 2024     | 307,849 | 14.33 (#3) | 39 / 240 | ▼ 25 | Alegeri anticipate    |
| Octombrie 2024 | 346,063 | 14.20 (#2) | 37 / 240 | ▼ 2  | Opoziție              |

### Alegeri europarlamentare
| Alegeri | Voturi  | %          | Locuri | +/– |
| ------- | ------- | ---------- | ------ | --- |
| 2024    | 290,865 | 14.45 (#3) | 3 / 17 | New |